# Z Archiwum X: Pokonać przyszłość
Z archiwum X: Pokonać przyszłość (ang. The X-Files: Fight the Future) – amerykański film fabularny z 1998 roku, powstały na fali popularności
serialu telewizyjnego Z Archiwum X.
Twórcy zrealizowali go tak by nastąpił po 5. sezonie oraz był jego kontynuacją, zrozumiałą jednocześnie dla osób nieznających wersji telewizyjnej.

## Obsada
- David Duchovny – agent Mulder
- Gillian Anderson – agentka Scully
- Martin Landau – Alvin Kurtzweil
- William B. Davis – Palacz
- Mitch Pileggi – wicedyrektor Skinner